# Operazione Sandstone
La serie di test nucleari denominata Operazione Sandstone si riferisce alle detonazioni nucleari condotte dagli Stati Uniti d'America nell'atollo di Enewetak nella primavera del 1948. La serie fu la terza effettuata dagli Stati Uniti d'America e la seconda da essi effettuata nei Pacific Proving Grounds, in particolare, come detto, nell'atollo di Enewetak e non, come la precedente Operazione Crossroads, nell'atollo di Bikini. Inoltre, al contrario di "Crossroads", l'Operazione Sandstone fu condotta dalla Commissione per l'energia atomica degli Stati Uniti d'America e le forze armate ebbero solo un ruolo di supporto. 
Gli scopi della serie di test furono diversi e quasi del tutto inerenti ai nuovi progetti di ordigno, piuttosto che alla potenza dello stesso. In tutto furono condotti tre test, due in aprile e uno in maggio, tutti e tre gestiti dalla Task Force 7, che coinvolsero 10 366 persone, di cui 9 890 erano militari. 
Il successo della prova dei nuovi nuclei effettuata nei test dell'Operazione Sandstone rese obsoleto praticamente ogni componente dei precedenti ordigni. Prima ancora che fosse effettuato il terzo test, la produzione dei vecchi nuclei fu fermata e tutti gli sforzi produttivi furono orientati sulla nuova Mark 4, che divenne la prima arma nucleare prodotta in massa. L'uso più efficiente del materiale fissile sperimentato con successo nell'Operazione Sandstone fece aumentare il numero di bombe nucleari dell'arsenale statunitense da 56, a giugno del 1948, a 169, nel giugno 1949.

## Scopi

### L'approvvigionamento dei materiali per il nucleo

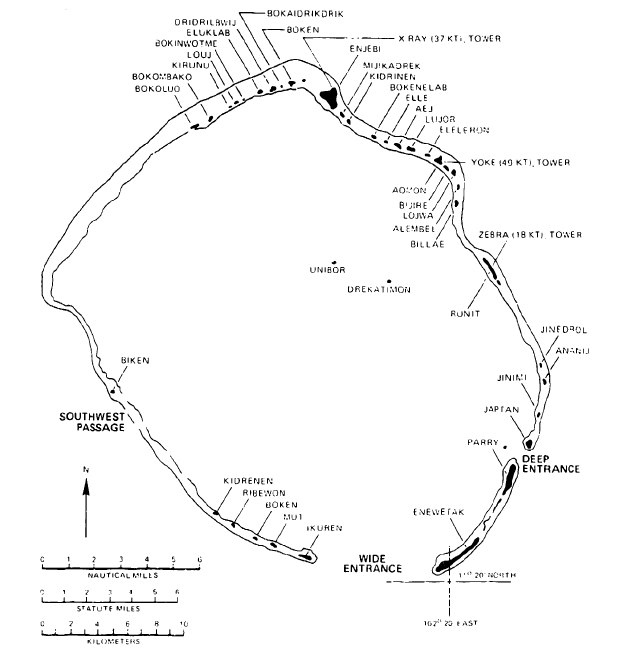
Mappa dell'atollo di Enewetak; nella metà settentrionale dell'atollo è presente la maggior parte delle isole, incluse le tre isole utilizzate nei test dell'Operazione Sandstone.

Com'è noto, durante la seconda guerra mondiale presso i laboratori nazionali di Los Alamos furono sviluppate le prime armi nucleari nell'ambito del progetto Manhattan: la Mark 1 Little Boy, un'arma nucleare a fissione di tipo balistica (o "a blocchi separati") che utilizzava un nucleo di uranio-235, e la Mark 3 Fat Man, un'arma nucleare a fissione di tipo implosivo che utilizzava un nucleo di plutonio.
Prima di poter cominciare la loro produzione in serie, però, restava ancora molto lavoro da fare nel migliorare la facilità di montaggio, la sicurezza, l'affidabilità e la conservazione degli ordigni. Inoltre, già durante la guerra erano venute alla luce molte migliorie che sarebbe stato possibile apportare alle performance degli ordigni, migliorie che però non erano state implementate per la pressione dovuta agli stretti tempi di consegna. Tanto che, come Norris Bradbury ebbe a dire una volta diventato direttore dei laboratori di Los Alamos al posto di Robert Oppenheimer: "Abbiamo avuto, senza usare mezzi termini, delle pessime bombe".
Al tempo il plutonio era prodotto per irraggiamento di uranio-238 in tre reattori nucleari da 250 MW presso l'impianto di Hanford. In teoria i reattori avrebbero potuto produrre 0,91 g di plutonio per megawatt ogni giorno, per un totale di circa 20 kg al mese, in pratica però l'impianto non aveva mai raggiunto tali livelli nel 1945 e la produzione era stata di 4-6 kg al mese, sufficienti appena per produrre una sola bomba come Fat Man, che richiedeva un nucleo di plutonio da 6,2 kg (di cui solo il 21%, come risultato dall'esplosione di Nagasaki, veniva coinvolto nella fissione). La produzione del plutonio, poi, precipitò nel 1946 a causa del rigonfiamento dovuto all'effetto Wigner dei moderatori neutronici di grafite dei reattori.
I tre reattori del sito Hanford erano inoltre utilizzati per la produzione, attraverso l'irraggiamento del bismuto-209, di polonio-210, il quale era utilizzato nella produzione degli iniziatori di neutroni, uno dei componenti fondamentali delle armi nucleari. Per produrre 132 mg di polonio-210, ottenendo circa 600 curie, era necessario irradiare 62 kg di bismuto-209 per 100 giorni, inoltre, poiché il polonio-210 ha un'emivita di 138 giorni, un reattore doveva essere sempre mantenuto in opera per questo irraggiamento. Un problema la cui soluzione richiese la maggior parte del 1946.
L'uranio-235 era ottenuto attraverso l'arricchimento di uranio naturale presso gli impianti Y-12 e K-25 a Oak Ridge, nel Tennessee. Tra l'ottobre del 1945 e il giugno del 1946, l’introduzione di diversi miglioramenti riguardanti i processi e le procedure di separazione elettromagnetica e gassosa degli isotopi aveva portato a incrementare la produzione fino a circa 69 kg di uranio-235 al mese, una quantità sufficiente per la produzione di una sola bomba come Little Boy. 
All’epoca, la produzione di un grammo di uranio-235 costava circa 26 dollari, mentre la produzione di un grammo di plutonio costava dalle quattro alle otto volte di più, questo non solo per i processi di produzione ma anche in virtù del fatto che una tonnellata di minerale d'uranio poteva contenere una quantità di uranio-235 otto volte maggiore rispetto a quella di plutonio.
Le scarse capacità di produzione di materiale fissile e gli alti costi portarono quindi gli alti comandi statunitensi a decidere di cercare modi per meglio sfruttare il materiale a disposizione. Dato che una bomba come Fat Man era 17,5 volte più efficiente di una come Little Boy, fu quindi deciso di puntare sul progetto di una bomba ad implosione, e, poiché comunque anche l’efficienza di Fat Man era stata solo del 21%, si decise di effettuare tutta una serie di prove volte a migliorare l’efficienza della configurazione scelta.

### Sviluppo dell'arma 1945-48
Gli obbiettivi dei test della serie Sandstone erano:
1. Prova dei nuovi nuclei e dei nuovi iniziatori;
2. Migliorare la teorie e la conoscenza delle armi nucleari di tipo implosivo;
3. Prova dei nuclei sospesi;
4. Prova dei nuclei compositi;
5. Determinazione delle configurazioni più economiche in termini di efficienza nell'uso del materiale fissile.

Con "nucleo sospeso" si intende una configurazione ad implosione in cui il nucleo non è in contatto diretto con il tamper (una sorta di "contenitore" dell'esplosione che sopravvive per circa mezzo microsecondo ma che svolge il ruolo cruciale di prolungare la fase esponenziale) ma sospeso a dei cavi, con la formazione quindi di uno spazio d'aria tra i due, il tutto al fine di consentire al tamper di guadagnare qualche momento prima di andare a colpire il nucleo ed arrivare quindi su di esso con una certa velocità una volta spinto dalla detonazione della carica di esplosivo convenzionale che lo circonda. Per realizzare un simile sistema al di fuori di un laboratorio, si doveva essere certi di utilizzare cavi sufficientemente resistenti da poter resistere al lancio da un aereo ma anche abbastanza sottili da non interferire con la simmetria sferica dell'implosione. Simulazioni al computer di una configurazione a nucleo sospeso erano già state eseguite all'inizio del marzo 1945 dal reparto teorico dei laboratori di Los Alamos, conosciuto come Reparto T (T Division), e l'utilizzo di una simile configurazione era già stato proposto per l'Operazione Crossroads, per la quale si decise però di optare ancora per una configurazione a "nucleo solido" chiamata "Christy", dal nome del progettista, destinando la nuova configurazione ad almeno due dei tre test dell'Operazione Sandstone.
Il motivo alla base dell'utilizzo di un nucleo composito era quello di fare un miglior uso del materiale fissile disponibile. Data la situazione dell’approvvigionamento descritta poc’anzi, un ovvio sviluppo degli ordigni nucleari di allora fu quello di poter utilizzare uranio-235 in un'arma con configurazione ad implosione piuttosto che in una avente la meno efficiente configurazione a cannone, come Little Boy. Come detto, infatti, l'uranio-235 era meno costoso e più facile da produrre del plutonio e inoltre la sua più lenta reazione di fissione permetteva la realizzazione di masse supercritiche, rendendo teoricamente possibile la creazione di ordigni dal potenziale più elevato. Tuttavia, il plutonio ha dalla sua il fatto che il suo processo di fissione è più veloce e garantisce quindi che una maggior percentuale del materiale fissile costituente il nucleo partecipi alla reazione prima che il nucleo stesso sia distrutto dalla detonazione, in poche parole, quindi, la stessa quantità di energia liberata da un nucleo di uranio-235 si può ottenere con un nucleo di plutonio ben più piccolo. A cominciare dal luglio 1945, Oppenheimer e Groves iniziarono a considerare l'ipotesi di utilizzare entrambi i materiali creando un nucleo composito contenente 3,25 kg di plutonio e 6,5 kg di uranio-235. Tali nuclei furono realizzati nel 1946 e, dopo la loro creazione, i laboratori di Los Alamos focalizzarono i loro sforzi sulla realizzazione di un nucleo di solo uranio-235. A partire dal gennaio 1948, l'arsenale statunitense contava 50 nuclei, di cui 36 erano compositi in configurazione "Christy", 9 erano di plutonio sempre in configurazione "Christy" e 5 erano compositi in configurazione sospesa. Al tempo si ritenne che, per valutare i nuovi nuclei sospesi, compositi e di uranio-235, fossero necessari perlomeno tre test.
Armi più efficienti avrebbero richiesto iniziatori neutronici meno efficienti, ossia contenenti una minor quantità di polonio. Al tempo dell'Operazione Sandstone, gli Stati Uniti d'America avevano a disposizione 50 iniziatori di classe A, contenenti più di 25 curie di polonio, e 13 iniziatori di classe B, contenenti da 12 a 25 curie di polonio. Si ritiene che nel corso dell'Operazione Sandstone sia stato condotto almeno un test con un iniziatore di classe B.

## Preparativi

### Organizzazione

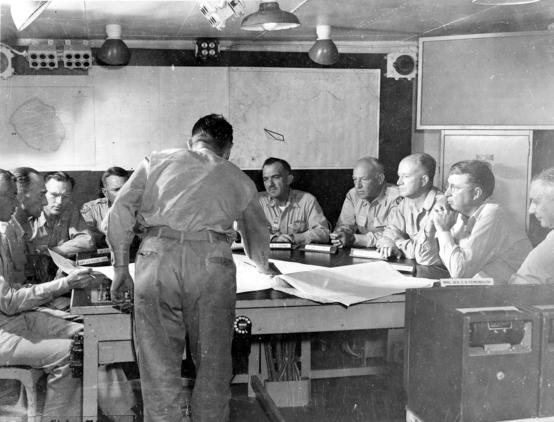
Una riunione sulla USS Mount McKinley (AGC-7). Nella fotografia si riconoscono il colonnello T. J. Sands, il capitano James S. Russell, il dottor D. K. Froman, il generale di brigata David A. Ogden, il maggior generale J. D. Barker, il maggior generale W. E. Kepner, il tenente generale John E. Hull, il retroammiraglio William S. Parsons, il retroammiraglio Francis C. Denebrink e il generale di brigata Claude B. Ferenbaugh.

Lo svolgimento dei test fu approvato il 27 giugno 1947 dall'allora presidente statunitense Harry S. Truman e il 9 luglio dello stesso anno il generale di brigata James McCormack, direttore della sezione Applicazioni Militari della Commissione per l'energia atomica, e il suo vice, capitano James S. Russell, si incontrarono con Bradbury e John Manley a Los Alamos per l'approntamento delle prove. I quattro convennero sul fatto che gli esperimenti avrebbero dovuto essere di carattere scientifico, con la direzione tecnica affidata ai laboratori di Los Alamos e il supporto logistico e materiale affidato alle forze armate, mentre il costo dei test, circa 20 milioni di dollari, fu diviso tra il ministero della difesa e la Commissione per l'energia atomica. Fu inoltre creata la Joint Task Force 7, ufficialmente attivata il 18 ottobre 1947, con al comando il tenente generale John E. Hull, il quale rispondeva sia allo Stato maggiore congiunto che alla Commissione per l'energia atomica, mentre il reatroammiraglio William S. Parsons e il maggior generale William E. Kepner svolsero lo stesso ruolo di vice-comandante avuto nell'Operazione Crossroads. In tutto, la Joint Task Force 7 consisteva di 10.366 elementi, di cui 9.890 erano militari. Nei suoi quartier generali operavano circa 175 uomini, di cui 96 erano a bordo della USS Mount McKinley mentre gli altri erano divisi tra la USS Albemarle e la USS Bairoko.
La Commissione per l'energia atomica aveva creato un gruppo, il Task Group 7.1, a cui era stata destinata la responsabilità della preparazione e della detonazione degli ordigni nucleari nonché della conduzione degli esperimenti. Il gruppo era formato da 283 scienziati e tecnici provenienti dal Reparto J dei laboratori di Los Alamos (un reparto speciale destinato alla gestione dei test nucleari), dall'Armed Forces Special Weapons Project, dal Naval Research Laboratory, dal Naval Ordnance Laboratory, dall'Argonne National Laboratory, dalla Edgerton, Germeshausen & Grier e da altre agenzie.
Ognuna delle diverse agenzie era coinvolta in un diverso aspetto del test, così, ad esempio, il Naval Ordnance Laboratory si occupava degli esperimenti di misurazione della potenza dell'esplosione, il Naval Research Laboratory delle misurazioni relative all'emissione di radiazioni e l'Argonne National Laboratory di quelle relative ai raggi gamma, mentre la Edgerton, Germeshausen & Grier, una ditta privata, era incaricata di progettare e installare i sistemi di sgancio. Nel febbraio del 1948, sette kit di assemblaggio e sei nuclei furono consegnati a San Pedro, in California, e caricati sulla USS Curtiss ma la Commissione per l'energia atomica diede il permesso di utilizzare solo tre nuclei negli esperimenti.

### Navi
Le forze navali erano organizzate nella Task Group 7.3 ed erano costituite da:
Task Unit 7.3.1
- USS Mount McKinley (Nave ammiraglia)

Task Unit 7.3.2 Unità principale
- USS Pickaway
- USS Warrick
- USS Curtiss
- USS Yancey
- USS Albemarle
- USS LST-45
- USS LST-219
- USS Crook County

Task Unit 7.3.3 Unità di pattugliamento
- USS Gardiners Bay
- USS Henry W. Tucker
- USS Rogers
- USS Perkins
- USS Spangler
- USS George
- USS Raby
- USS Marsh
- USS Currier

Task Unit 7.3.4 Unità elicotteri
- USS Bairoko - con 4 HO3S e 2 HTL

Task Unit 7.3.5 Unità di servizio
- USS Arequipa
- USS Pasig
- USS YOG-64
- USS YW-94

Task Unit 7.3.6 Unità cavo
- USS LSM-250
- USS LSM-378
- Naval Signal Unit No. 1

Task Unit 7.3.7 Unità per operazioni anfibie
- USS Comstock
- USS Askari
- USS LCI-549
- USS LCI(L)-1054
- USS LCI(L)-1090
- USS LCI 472
- USS LCI-494
- USS LCI-l194
- USS LCI-1345

### Affari civili
Nel settembre 1947, Hull, Russell e il direttore scientifico della Task Force 7, Darol K. Froman, dei laboratori di Los Alamos, si incontrarono con un altro gruppo di scienziati e ufficiali militari al fine di valutare i diversi siti di prova nell'Oceano Pacifico. Dopo giorni di valutazioni, l'11 ottobre la scelta cadde sull'atollo di Enewetak, nelle Isole Marshall, parte dei Pacific Proving Grounds. L'atollo era un posto decisamente remoto ma aveva un buon porto e anche una pista d'atterraggio, inoltre le correnti e i venti avrebbero portato il fallout nucleare in mare aperto, un fattore importante da considerare, soprattutto dopo quanto successo durante l'Operazione Crossroads, svolta nell'atollo di Bikini.
Poiché le Marshall facevano parte del Territorio fiduciario delle Isole del Pacifico, un'amministrazione fiduciaria delle Nazioni Unite amministrata dagli Stati Uniti d'America, il 2 dicembre il Consiglio di sicurezza delle Nazioni Unite fu ufficialmente informato dei test. Ai tempi l'atollo era popolato dai dri-Eniwetok ("il popolo di Eniwetok"), che abitavano sull'isola di Aomen (o Aomon), e dai dri-Enjebi, che abitavano su Bijire. Le abitazioni originarie di queste persone, all'incirca 140 individui, erano situate sulle isole di Eniwetok ed Enjebi, da dove erano state spostate durante la seconda guerra mondiale per fare spazio alle basi militari. Durante l'Operazione Crossroads, le popolazioni erano state temporaneamente ricollocate sull'isola di Meck, nell'atollo di Kwajalein, mentre questa volta fu scelto l'atollo disabitato di Ujelang, situato 200 km a sud-ovest di Enewetak, dove il 22 novembre un gruppo di genieri militari della marina statunitense aveva costruito alloggi e servizi. Il 3 dicembre, le autorità militari incontrarono i capi locali, i quali acconsentirono al ricollocamento, che fu infine effettuato il 20 dicembre grazie alla USS King County. Su Ujelang furono anche stanziati un veicolo anfibio e quattro Douglas C-54 Skymaster per procedere a un'evacuazione di emergenza della popolazione in caso dell'arrivo non previsto del fallout.
Contrariamente ai test dell'Operazione Crossroads, che furono condotti sotto i riflettori dei media, i test dell'Operazione Sandstone furono condotti con un'eco mediatica minima. Ancora il 15 aprile, infatti, erano in corso a Washington delle discussione circa il rilascio di un comunicato pubblico relativo alla conduzione dei test. Hull era contrario ad ogni comunicato prima della fine della serie dei test, ma la Commissione temeva una possibile fuga di notizie, che sarebbe stata assai peggiore di un comunicato ufficiale. Infine, fu deciso di effettuare un annuncio all'ultimo minuto, piuttosto sommario e senza citare gli scopi dei test. Il 18 maggio, dopo la fine della serie di test, Hull tenne una conferenza stampa al riguardo alle Hawaii, permettendo però ai media di citare solo dichiarazioni scritte.

### Costruzione
La costruzione delle infrastrutture dedicate ai test fu affidata al Task Group 7.2. Le isole di Enjebi, Aomen e Runit furono ripulite dalla vegetazione e spianate in modo da rendere più agevole l'installazione della strumentazione necessaria, mentre un piccolo viadotto fu costruito tra le isole di Aomen e Bijire così che i cavi della strumentazione potessero correre dalla torre di test su Aomen alla stazione di controllo su Bijire. L'ordine delle detonazioni fu stabilito in modo tale da far sì che le ultime soffrissero il meno possibile degli effetti del fallout delle prime.

## Operazioni
Così come nel caso dell'Operazione Crossroads, a ogni detonazione fu dato un proprio nome in codice preso dall'alfabeto fonetico congiunto esercito/marina (Joint Army/Navy Phonetic Alphabet). Tutti gli ordigni utilizzarono un assemblaggio di tipo Mark 3 e furono fatti denotare su torri alte circa 61 m (200 piedi). L'ora in cui far avvenire la detonazione fu oggetto di compromesso: gli esperimenti di misurazione dei raggi gamma, infatti, necessitavano dell'oscurità, ma i Boeing B-17 Flying Fortress radiocomandati utilizzati per raccogliere campioni delle nubi necessitavano della luce del giorno per poter essere pilotati a distanza. Così, si decise di far esplodere gli ordigni poco prima dell'alba.
| Nome  | Data e ora (UT)            | Fuso orario locale | Sito                                            | Altitudine + quota | Modalità, Scopo            | Tipo di ordigno               | Potenza | Fallout                             | Fonti                                 | Note |
| ----- | -------------------------- | ------------------ | ----------------------------------------------- | ------------------ | -------------------------- | ----------------------------- | ------- | ----------------------------------- | ------------------------------------- | --- |
| X-ray | 14 aprile 1948, 18:16:59,0 | MHT (12 ore)       | Enjebi (Janet), Enewetak 11.66276°N 162.23785°E | 1 m + 61 m         | Da torre, sviluppo di armi | Mk-3, Tipo B a nucleo sospeso | 37 kt   | Rilevato I-131, 140 kCi (5.200 TBq) | [ 2 ] [ 6 ] [ 8 ] [ 9 ] [ 10 ] [ 11 ] | Nucleo sospeso e composito, realizzato in uranio arricchito e plutonio in proporzione 2 a 1: 2,38 kg di plutonio e 4,77 kg di oralloy (uranio arricchito).                                                         |
| Yoke  | 30 aprile 1948, 18:08:59,0 | MHT (12 ore)       | Aomen (Sally), Enewetak 11.61569°N 162.3194°E   | 1 m + 61 m         | Da torre, sviluppo di armi | Mk-3, Tipo B a nucleo sospeso | 49 kt   | Rilevato I-131, 1,3 kCi (48 TBq)    | [ 2 ] [ 6 ] [ 8 ] [ 9 ] [ 10 ] [ 11 ] | Nucleo sospeso e composito, realizzato in uranio arricchito e plutonio in proporzione 2 a 1: 2,5 kg di plutonio e 5 kg di oralloy. Secondo alcune fonti potrebbe essersi trattato di un nucleo di solo uranio-235. |
| Zebra | 14 maggio 1948, 18:04:00,0 | MHT (12 ore)       | Runit (Yvonne), Enewetak 11.5352°N 162.36063°E  | 1 m + 61 m         | Da torre, sviluppo di armi | Mk-3, Tipo B a nucleo sospeso | 18 kt   | Rilevato I-131, 100 kCi (3700 TBq)  | [ 2 ] [ 6 ] [ 8 ] [ 9 ] [ 10 ] [ 11 ] | Fu considerato così soddisfacente che la configurazione fu messa subito in produzione come modello “Mark 4”. |

1. ↑  Gli Stati Uniti d'America, la Francia e il Regno Unito chiamano ogni loro singolo test con un nome in codice, mentre Unione Sovietica e Cina, salvo rari casi, non lo fanno, quindi i loro test sono identificati solo da numeri. Un trattino seguito da un numero indica un membro di un test a salve.
2. ↑  Per convertire l'ora universale in ora locale, si deve aggiungere alla prima il numero tra parentesi.
3. ↑  Nome del luogo e corrispettive coordinate. Nel caso di test missilistici, viene indicato il luogo di lancio del missile prima del luogo della detonazione. Mentre alcune località possono essere indicate con sicurezza, nel caso, ad esempio, di esplosioni in alta atmosfera, le indicazioni possono essere piuttosto inaccurate.
4. ↑  Con "altitudine" si intende l'altezza rispetto al livello del mare del terreno posto direttamente sotto l'esplosione, mentre con "quota" si intende la distanza tra tale punto e l'esplosione. Nel caso di test missilistici, il livello del terreno è indicato con "N/A". L'assenza di numeri o altre indicazioni sta a significare che il valore è sconosciuto.
5. ↑  L'energia liberata espressa in chilotoni e megatoni.
6. ↑  L'emissione nell'atmosfera circostante di neutroni pronti, laddove conosciuta. Se specificato, l'unico isotopo misurato è stato lo iodio-131, altrimenti significa che la ricerca è stata fatta per ogni isotopo.

### X-ray

La detonazione del test X-Ray.

L'ordigno nucleare X-ray utilizzava un nucleo composito sospeso realizzato con 2,38 kg di plutonio e 4,77 kg di oralloy. Il dispositivo fu fatto detonare poco prima dell'alba, alle 06:17 locali del 15 aprile 1948 e liberò un'energia pari a 37 chilotoni. L'efficienza della bomba fu del 35% per quanto riguarda il plutonio e del 25% per quanto riguarda l'uranio, valori lievemente superiori a quanto previsto dai laboratori di Los Alamos. Gli osservatori disposti sulle navi nella laguna videro una luce abbagliante seguita da un'ondata di calore. Una nube di condensazione di 9 km di diametro avvolse velocemente la palla di fuoco centrale, che continuò ad ardere all'interno della nube. L'onda sonora impiegò dai 45 ai 50 secondi a raggiungere gli astanti.
Dopo circa 20 minuti, dalla Bariko si alzò un elicottero dotato di un argano con un cavo che fu utilizzato per calare contenitori con cui raccogliere campioni per misurare i livelli di radioattività nella laguna. Furono fatti decollare dei B-17 radiocomandati dotati di filtri perché volassero attraverso le nuvole campionando l’aria e un mezzo leggero blindato, anch'esso radiocomandato, fu utilizzato per raccogliere campioni di suolo dal cratere. Sfortunatamente il veicolo si impantanò e si dovette provvedere a recuperarlo dieci giorni dopo.

### Yoke

L'esplosione del test Yoke.

L'ordigno nucleare Yoke utilizzava un nucleo composito sospeso realizzato con 2,5 kg di plutonio e 5,0 kg di oralloy. Secondo altre fonti, invece, il nucleo utilizzato era composto solamente di uranio-235. Il dispositivo fu fatto detonare poco prima dell'alba, alle 06:09 locali del 1º maggio 1948, con un giorno di ritardo, a causa delle sfavorevoli condizioni del vento del giorno previsto. L'esplosione liberò un'energia pari a 49 chilotoni e fu, al tempo, la più potente esplosione mai realizzata. Come per il test X-ray, anche in questo caso gli osservatori disposti sulle navi nella laguna videro una luce abbagliante seguita da un'ondata di calore ma la nuvola di condensazione fu più grande della precedente, arrivando a 11 km di diametro, così come più forte fu il suono dell'esplosione. Nonostante il record di potenza, il test fu considerato inefficiente, con un considerevole spreco di materiale fissile.

### Zebra

La detonazione del test Zebra.

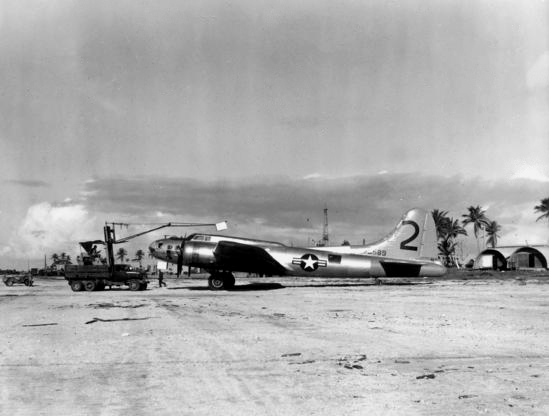
I filtri vengono rimossi da un B-17 radiocomandato dopo il suo volo attraverso la nuvola radioattiva.

Zebra, il terzo e ultimo test della serie Sandstone, fu fatto esplodere sull'isola di Runit poco prima dell'alba, alle 06:04 del 15 maggio 1948. Definito da David Lilienthal, direttore della Commissione per l'energia atomica statunitense, come "il migliore e più importante" dei tre test, Zebra vide l'utilizzo degli iniziatori neutronici di classe B, dimostrando che essi potevano essere utilizzati con efficacia. Come nei due test precedenti, gli osservatori videro una luce abbagliante seguita da un'ondata di calore ma, in questo caso, la nube di condensazione si formò più in alto, a circa 600 m di quota, permettendo loro di osservare più a lungo la palla di fuoco generata dall'esplosione che, risultando più brillante, fece loro pensare a un’esplosione più potente rispetto alle precedenti. In realtà, il nucleo sospeso di Zebra liberò solo 18 kilotoni di energia.
Dopo la detonazione furono condotte le stesse procedure dei due test precedenti, ma questa volta il cavo dell'argano dell'elicottero si impigliò, e in campioni dovettero essere recuperati solo in seguito, con la conseguente esposizione degli occupanti a una dose maggiore di radiazioni. Il personale dei laboratori di Los Alamos impiegato nella rimozione dei filtri dai B-17 radiocomandati, pur avendo apparentemente applicato gli stessi criteri di sicurezza utilizzati nelle precedenti occasioni, questa volta ebbe seri problemi, con tre persone che dovettero essere ricoverate in seguito alle ustioni riportate sulle mani per poi essere sottoposte a un trapianto di pelle. Ancora una volta, il veicolo terrestre per la raccolta di campioni si impantanò nel cratere ma i campioni di suolo furono raccolti con successo dal veicolo di riserva. Entrambi i veicoli furono poi affondati nell'oceano.

## Risultati
I risultati positivi dei nuovi nuclei provati durante la serie di test Sandstone portarono a profondi cambiamenti, tanto che praticamente ogni componente dei precedenti ordigni nucleari fu considerato obsoleto. Ancora prima dell'esecuzione del terzo test, Bradbury aveva dato ordine di fermare la produzione dei vecchi nuclei e di concentrare ogni sforzo verso la produzione delle bombe nucleari Mark 4, che sarebbero poi diventate le prime armi nucleari realizzate in serie. La capacità di utilizzare più efficientemente il materiale fissile disponibile fece aumentare gli ordigni dell'arsenale statunitense da 56, nel giugno 1948, a 169, nel giugno 1949, e nel 1950 le bombe di tipo Mark 3 furono dismesse. Allo stesso tempo furono costruiti nuovi impianti di produzione e i problemi dovuti all'effetto Wigner furono risolti. Nel maggio 1951 la produzione di plutonio era arrivata a essere dodici volte quella che era nel 1947, mentre quella di uranio-235 era aumentata di otto volte. In una dichiarazione del maggior generale Kenneth D. Nichols, comandante dell'Armed Forces Special Weapons Project, si capisce come gli statunitensi ritenessero ormai che l'epoca della scarsità di materiali fosse finita, egli infatti disse:"ritengo che dovremmo cominciare a pensare in termini di migliaia di ordigni piuttosto che di centinaia".